# Сойм Карпатської України
Сойм Карпатської України (СКУ) — законодавчий орган автономного Закарпаття у 1939, обраний 12 лютого 1939 року в складі 32 членів (29 українців і 3 від національних меншостей) з єдиного списка Українського Національного Об'єднання.
Окремий закарпатський сойм мав бути уконституйований одразу після приєднання Закарпаття до Чехо-Словаччини, згідно з Сен-Жерменським договором, генеральним статутом Підкарпатської Руси 1919 року та конституцією Чехо-Словаччини 1920 року.
Але Сойм Карпатської України був створений щойно конституційним законом від 22 листопада 1938 року, що поширив автономію Підкарпатської Руси та визначав компетенції СКУ.

## Вибори до сойму

Агітація за УНО

24 січня 1939 року був створений центральний провід Українського Національного Об'єднання, який очолив голова Української Народної Ради Федір Ревай, брат міністра Юліяна Ревая. 27 січня проводом УНО було сформовано список кандидатів до Сойму Карпатської України із 32 осіб, переважна більшість з них була членами УНО. Розпочалася активна пропагандистська робота. Сотні листівок в містах і населених пунктах Карпатської України закликали усіх мешканців прийти на вибори й одностайно голосувати за список УНО.
Вибори до сойму відбулися 12 лютого 1939 року стали чи не найважливішою віхою в процесі реалізації автономних прав краю. Із 92,5 % населення, що взяли участь у виборах (265 тис. осіб), 92,4 % проголосували за УНО.
Результати засвідчили схвалення основною частиною закарпатських українців курсу Кабінету міністрів Карпатської України Авґустина Волошина на утвердження національної державності.

## Діяльність
Сойм відбув лише одну сесію, яка почалась 15 березня 1939 року, та відбулась у спортивному залі Хустської гімназії. На сесії Сойм затвердив проголошення державного суверенітету Карпатської України, доконане 14 березня 1939 прем'єром о. А.Волошином, ухвалив конституційний закон, обрав президента держави (о. А.Волошина) та затвердив новий уряд (прем'єр Юліан Ревай). Головою СКУ обрано Августина Штефана, заступниками — Федора Ревая та Степана Росоху.

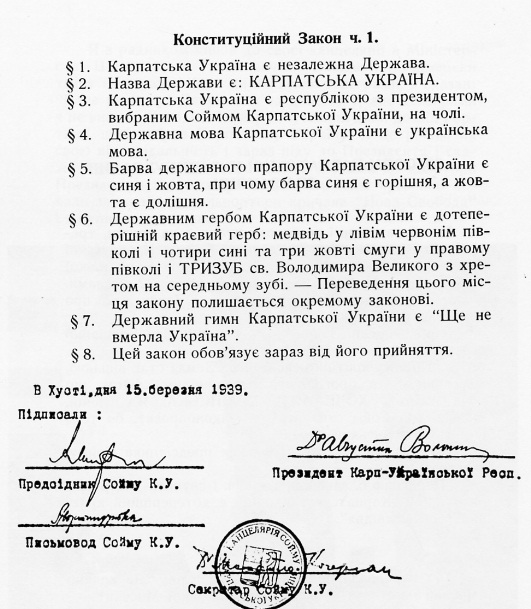
Конституційний закон № 1

Протягом трьох годин відбулося шість окремих засідань. Таємним голосуванням Сойм обрав президента новоствореної української держави отця Авґустина Волошина та прийняв два закони, які мали статус конституційних і визначали форму нового державного утворення.
Рішенням Сойму підтверджувалося, що Карпатська Україна є незалежною державою — республікою з президентом на чолі, обраним соймом.
Державною мовою Карпатської України проголошувалася українська. Державним прапором затверджувався національний синьо-жовтий прапор, а державним гербом — сполучення краєвого герба (ведмідь у лівім червонім колі й чотири сині та три жовті смуги в правому півколі) з національним (тризуб св. Володимира Великого з хрестом на середньому зубі). Державним гімном Карпатської України оголошувався національний гімн «Ще не вмерла Україна». Сойм уповноважив уряд, за згодою президента Карпатської України, видавати до свого викликання розпорядження, що матимуть силу закону.
Через угорську окупацію президія СКУ еміґрувала.

## Документи
Уряди Карпатської України — Документи:
Оголошення Краєвої виборчої комісії про результати виборів до першого сейму Карпатської України
12 лютого 1939 р.
На основі § 50 виборчого закону ч. 126/927 збірника законів і розпоряджень по провіренні висліду про вибори до першого сойму Карпатської України, переведені дня 12 лютого 1939 р., оголошую вислід: Всіх голосів, відданих при виборах до першого сойму Карпатської України було: 265 002.
З того припало: на кандидатну листу Українського національного об'єднання і народностевих груп голосів: 244 922
Узнано за неважні: 2 328
Найдено порожніх конвер[тів]: 17 752

## Керівництво Сойму
| Посада            | Особа           | Час на посаді                     | Партія                            |
| ----------------- | --------------- | --------------------------------- | --------------------------------- |
| Голова Сойму      | Августин Штефан | 15 березня 1939 — 18 березня 1939 | Українське національне об'єднання |
| Заступники голови | Федір Ревай     | 15 березня 1939 — 18 березня 1939 | Українське національне об'єднання |
| Заступники голови | Степан Росоха   | 15 березня 1939 — 18 березня 1939 | Українське національне об'єднання |

## Список послів

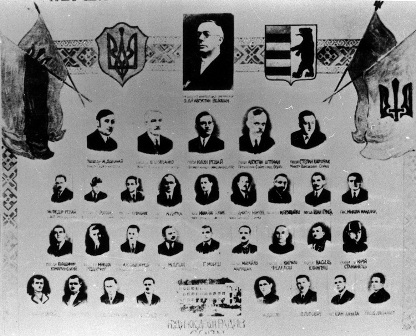
Посли Сойму Карпатської України

1. Др. Августин Волошин, прем'єр правительства Карпатської України, Хуст

2. Ревай Юліан, міністр Карпатської України, Хуст

3. Др. Бращайко Юлій, адвокат, Хуст

4. Др. Бращайко Михайло, публічний нотар, Хуст

5. Ґриґа Іван, хлібороб, Вишні Верецки

6. о. Довбак Адальберт, духовник, Ізки

7. Др. Долинай Микола, лікар, Хуст

8. Др. Мілош Дрбал, адвокат, Хуст, за чеську меншину

9. Дутка Авґустин, суддя, Хуст

10. Ігнатко Іван, хлібороб, Білки

11. Др. Комаринський Володимир, адвокат, Хуст

12. Качала Іван, залізничник, Перечин

13. Климпуш Василь, торговець, Ясіня

14. Клочурак Степан, урядник, Хуст

15. Лацанич Василь, учитель, Великий Березний

16. Мандзюк Микола, учитель, Севлюш

17. Марущак Михайло, господар, Великий Бичків

18. Інженер Романюк Леонід, урядник, Хуст

19. Мойш Григорій, протопоп, Біла Церква, за румунську меншину

20. Німчук Дмитро, директор, Хуст

21. Інженер Олдофреді Антон-Ернест, інтерстат секретер, Хуст, за німецьку меншину

22. Пазуханич Юрій, інспектор, Хуст

23. Перевузник Іван, земледілець, Середнє

24. Попович Петро, земледілець, Великі Лучки

25. Ревай Федір, директор друкарні, Хуст

26. Др. Різдорфер Микола, лікар, Свалява

27. Др. Росоха Степан, урядник, Хуст

28. о. Станинець Юрій, парох, Вонігове

29. Щобей Василь, господар, Вульхівці

30. Штефан Августин Омелянович, начальник міністерства шкільництва, Хуст

31. о. Феделеш Кирило, катехіт, Білки

32. Тулик Михайло, редактор, Хуст